# Pycreus gratissimus
Pycreus gratissimus är en halvgräsart som beskrevs av Masao Kitagawa. Pycreus gratissimus ingår i släktet Pycreus och familjen halvgräs. Inga underarter finns listade i Catalogue of Life.